# William Crowther
William "Will" Crowther, född 1936, programmerare som är mest känd för att ha deltagit i utvecklingen av spelet Colossal Cave Adventure.